# Zisterzienserinnenkloster Tullins

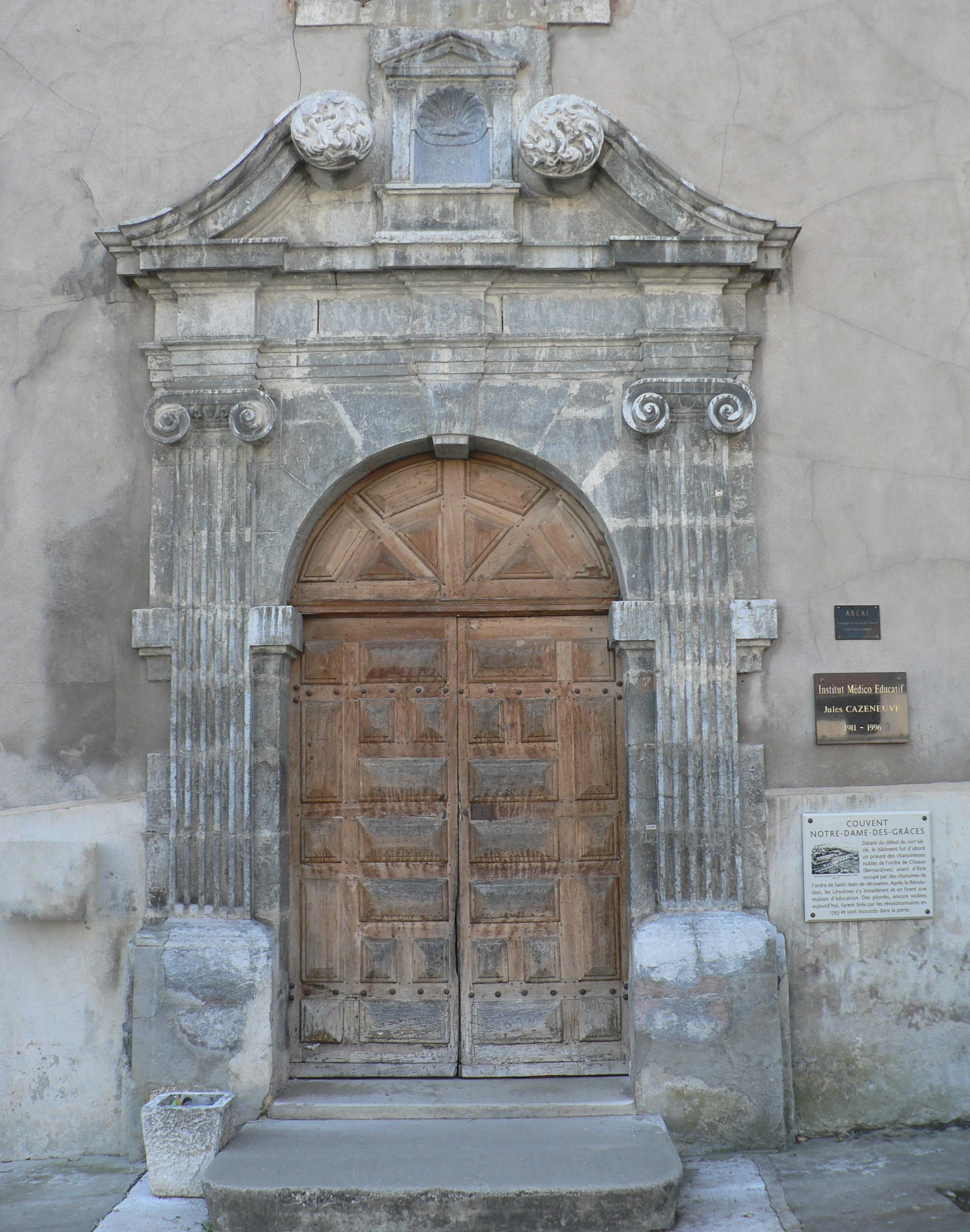
Zisterzienserinnenkloster Tullins, Portal

Das Zisterzienserinnenkloster Tullins war von 1627 bis 1783 ein Kloster der Zisterzienserinnen in Tullins im französischen Département Isère.

## Geschichte
François Gallien de Châbons stiftete 1627 zur Versorgung seiner acht Töchter in Tullins das Kloster Notre-Dame de Grâce, das von seiner Verwandten Méraude de Châbons aus der Zisterzienserinnenabtei Vernaison (inzwischen in Valence) samt ihrer Mitschwester Clémence de Pina gegründet wurde. 1783 ging das Kloster in die Hände von Kanonikerinnen des Malteserordens über, der seit 1777 die unweit gelegene Abtei Saint-Antoine-l’Abbaye besetzte. 1789 wurde das Kloster verkauft, gehörte von 1815 bis 1903 den Ursulinen, war ab 1907 Pensionat und wurde ab 1943 von den Schwestern Unserer Lieben Frau von den Aposteln bewohnt. Die Kapelle gehört der Stadt. Mehrere Gebäudeteile (Portale, Fassaden) stehen seit 1963 unter Denkmalschutz. Auch der Straßenname Rue du Couvent erinnert an das Kloster.

## Handbuchliteratur
- Laurent Henri Cottineau: Répertoire topo-bibliographique des abbayes et prieurés. Bd. 2. Protat, Mâcon 1939–1970. Nachdruck: Brepols, Turnhout 1995. Spalte 3231.
- Bernard Peugniez: Le Guide Routier de l’Europe Cistercienne. Editions du Signe, Straßburg 2012, S. 346.
- Gereon Christoph Maria Becking: Zisterzienserklöster in Europa. Kartensammlung. Lukas Verlag Berlin 2000, ISBN 3-931836-44-4, Blatt 73 B.